# Simple Kind of Life
Simple Kind Of Life è una canzone del gruppo musicale californiano No Doubt, pubblicata come secondo singolo estratto dall'album del 2000 Return of Saturn.

## Il brano
La canzone è stata scritta da Gwen Stefani, prodotta da Glen Ballard, registrata da Alain Johannes e mixata da Jack Joseph Pulg.

## Video
Il video del brano è stato diretto da Sophie Muller e vede protagonista Gwen Stefani (che tra l'altro è l'unica autrice del pezzo). Sono rappresentati i temi della canzone, cioè il matrimonio e la famiglia.

## Tracce
American CD/cassette singles
1. Simple Kind of Life (G. Stefani) - 4:16
2. Full Circle (G. Stefani/T. Kanal/T. Dumont) - 3:16
3. Beauty Contest (G. Stefani/T. Kanal) - 4:14

American CD single
1. Simple Kind of Life (G. Stefani) - 4:16

American vinyl single
1. Simple Kind of Life (G. Stefani) - 4:16
2. Ex-Girlfriend (G. Stefani/T. Dumont/T. Kanal) - 3:30

German/Netherlands/Australian CD single
1. Simple Kind of Life (G. Stefani) - 4:16
2. Beauty Contest (G. Stefani/T. Kanal) - 4:14
3. Simple Kind of Life - acoustic live (G. Stefani) - 4:14
4. Simple Kind of Life video

Netherlands/Australian/Japanese 2-track
1. Simple Kind of Life (G. Stefani) - 4:16
2. Beauty Contest (G. Stefani/T. Kanal) - 4:14

Netherlands version 2
1. Simple Kind of Life (G. Stefani) - 4:16
2. Simple Kind of Life video

UK CD 1
1. Simple Kind of Life (G. Stefani) - 4:16
2. Ex-Girlfriend - acoustic live (G. Stefani/T. Dumont/T. Kanal) - 3:50
3. Cellophane Boy (G. Stefani, T. Dumont, T. Kanal) - 2:53

UK CD 2
1. Simple Kind of Life (G. Stefani) - 4:16
2. Beauty Contest (G. Stefani/T. Kanal) - 4:14
3. Under Construction (G. Stefani/T. Kanal) - 3:12
4. Simple Kind of Life video

## Classifiche
| Classifica (2000)                 | Posizione più alta |
| --------------------------------- | ------------------ |
| Paesi Bassi                       | 98                 |
| U.S. Billboard Hot 100            | 38                 |
| U.S. Billboard Modern Rock Tracks | 14                 |
| U.S. Billboard Adult Top 40       | 18                 |
| U.S. Billboard Top 40 Mainstream  | 32                 |
| U.S. Billboard Top 40 Tracks      | 35                 |